# Coalizione per un'Europa Solidale
La Coalizione per un'Europa Solidale (in spagnolo Coalición por una Europa Solidaria, in basco Europa Solidarioaren Aldeko Koalizioa, in catalano Coalició per una Europa Solidària, in galiziano Coalición por unha Europa Solidaria, CEUS) è stata una coalizione di partiti politici spagnoli di carattere regionale e territoriale presentatasi in occasione delle elezioni europee del 2019 e delle elezioni europee del 2024.
Precursori dell'alleanza sono state:
- la Coalizione Europea (Coalición Europea), presentatasi alle europee del 1999 e del 2004;
- la Coalizione per l'Europa (Coalición por Europa), presentatasi alle europee del 2009 e del 2014.

## Storia

### Elezioni europee del 1999 (comeCoalizione Europea)
| Comunità autonoma   | Partito             | Voti    | % (reg.) |
| ------------------- | ------------------- | ------- | -------- |
| Andalusia           | Partito Andalusista | 246.847 | 6,64     |
| Isole Canarie       | Coalizione Canaria  | 276.186 | 33,78    |
| Aragona             | Partito Aragonese   | 60.186  | 9,27     |
| Comunità Valenciana | Unione Valenciana   | 89.785  | 3,96     |
| Spagna              | Coalizione Europea  | 4.090   | -        |
| Totale              | Totale              | 677.094 |          |

Alle precedenti europee del 1994, il Partito Andalusista aveva costituito la Coalizione Andalusa, mentre Coalizione Canaria, Partito Aragonese e Unione Valenciana avevano formato la Coalizione Nazionalista.
Coalizione Europea ottenne il 3,2% dei voti e 2 seggi. Furono eletti:
- Carlos Bautista Ojeda (Partito Andalusista)[1], sostituito il 10 luglio 2003 da Juan Manuel Ferrández Lezaun (Partito Aragonese)[2], entrambi iscritti al gruppo Verdi/ALE;
- Isidoro Sánchez García (Coalizione Canaria)[3], sostituito il 26 marzo 2003 da Enrique Monsonís Domingo (Unione Valenciana)[4], che aderirono entrambi al gruppo ELDR.

### Elezioni europee del 2004 (comeCoalizione Europea)
| Comunità autonoma   | Partito                                | Voti    | % (reg.) |
| ------------------- | -------------------------------------- | ------- | -------- |
| Andalusia           | Partito Andalusista                    | 63.783  | 2,57     |
| Isole Canarie       | Coalizione Canaria                     | 90.619  | 16,92    |
| Aragona             | Partito Aragonese                      | 14.157  | 2,94     |
| Comunità Valenciana | Unione Valenciana                      | 8.527   | 0,49     |
| Isole Baleari       | Unione Maiorchina                      | 8.120   | 3,11     |
| Asturie             | Partito Asturiano                      | 2.098   | 0,48     |
| Estremadura         | Estremadura Unita                      | 1.688   | 0,39     |
| Navarra             | Convergenza dei Democratici di Navarra | 1.729   | 0,86     |
| Spagna              | Coalizione Europea                     | 6.510   | -        |
| Totale              | Totale                                 | 197.231 |          |

La coalizione ottenne l'1,3% dei voti senza conseguire alcun seggio.

### Elezioni europee del 2009 (comeCoalizione per l'Europa)
| Comunità autonoma   | Partito                                          | Voti    | % (reg.) |
| ------------------- | ------------------------------------------------ | ------- | -------- |
| Catalogna           | Convergenza e Unione (CDC - UDC)                 | 441.810 | 22,44    |
| Paesi Baschi        | Partito Nazionalista Basco (PNV)                 | 208.432 | 28,54    |
| Navarra             | Partito Nazionalista Basco (PNV)                 | 3.691   | 1,82     |
| Comunità Valenciana | Blocco Nazionalista Valenciano (BNV)             | 18.458  | 0,98     |
| Andalusia           | Partito Andalusista (PA)                         | 26.556  | 1,01     |
| Isole Canarie       | Coalizione Canaria (CC)                          | 96.297  | 15,84    |
| Isole Baleari       | Unione Maiorchina - Unione Minorchina (UM - UMe) | 9.819   | 3,81     |
| Spagna              | Coalizione per l'Europa                          | 3.183   |          |
| Totale              | Totale                                           | 808.246 |          |

All'alleanza preso parte alcuni dei partiti che, alle europee del 2004, avevano costituito la Coalizione Europea (Partito Andalusista, Coalizione Canaria e Unione Maiorchina) e la coalizione Galeusca - Popoli d'Europa (Convergenza Democratica di Catalogna, Unione Democratica di Catalogna, Partito Nazionalista Basco e Blocco Nazionalista Valenciano).
L'alleanza ottenne il 5,2% dei voti e due europarlamentari, entrambi iscrittisi al Gruppo ALDE. Furono eletti:
- Ramon Tremosa i Balcells (Convergenza Democratica di Catalogna)[5];
- Izaskun Bilbao Barandica (Partito Nazionalista Basco)[6].

Nel 2011, a seguito dell'entrata in vigore del Trattato di Lisbona, alla coalizione venne assegnato un seggio ulteriore: fu così eletto Salvador Sedó i Alabart (Unione Democratica di Catalogna).

### Elezioni europee del 2014 (comeCoalizione per l'Europa)
| Comunità autonoma | Partito                                                      | Voti    | %     |
| ----------------- | ------------------------------------------------------------ | ------- | ----- |
| Catalogna         | Convergenza e Unione (CDC - UDC)                             | 549.096 | 21,84 |
| Paesi Baschi      | Partito Nazionalista Basco (PNV)                             | 208.987 | 27,48 |
| Navarra           | Partito Nazionalista Basco (PNV)                             | 5.552   | 2,54  |
| Isole Canarie     | Coalizione Canaria - Partito Nazionalista Canario (CC - PNC) | 69.601  | 12,18 |
| Galizia           | Compromiso por Galicia (CpG)                                 | 9.812   | 0,96  |
| Spagna            | Coalizione per l'Europa                                      | 8.923   |       |
| Totale            | Totale                                                       | 851.971 |       |

Rispetto alle precedenti europee del 2009:
- il Blocco Nazionalista Valenciano partecipò alla coalizione Compromís (parte integrante, insieme a Equo, dell'alleanza denominata Primavera Europea):
- il Partito Andalusista si presentò autonomamente;
- l'Unione Maiorchina dette luogo ad un nuovo soggetto politico, Convergenza per le Isole (Convergència per les Illes), a sua volta confluito, insieme a Unione Minorchina, Lega Regionalista delle Isole Baleari (Liga Regionalista de las Islas Baleares) e Es Nou Partit, in una nuova formazione, El Pi - Proposta per le Isole Baleari (El Pi - Proposta per les Illes Baleares);
- la Coalizione Galiziana era confluita, insieme ad altre formazioni, in Compromiso por Galicia;
- per effetto di una scissione da Sinistra Repubblicana di Catalogna si era affermato un nuovo soggetto politico, Reagrupament, che concluse un accordo con Convergenza Democratica di Catalogna.

La lista ottenne il 5,4% dei voti e 3 seggi. Furono eletti:
- Ramon Tremosa i Balcells (Convergenza Democratica di Catalogna, poi Partito Democratico Europeo Catalano), che si iscrisse all'ALDE[8];
- Francesc de Paula Gambús i Millet (Unione Democratica di Catalogna), che aderì al gruppo del PPE[9];
- Izaskun Bilbao Barandica (Partito Nazionalista Basco), che si iscrisse all'ALDE[10].

### Elezioni europee del 2019
| Comunità autonomoa  | Partito                                                    | Voti    | % (reg.) |
| ------------------- | ---------------------------------------------------------- | ------- | -------- |
| Paesi Baschi        | Partito Nazionalista Basco (PNV)                           | 380.577 | 33,92    |
| Isole Canarie       | Coalizione Canaria-Partito Nazionalista Canario (CC - PNC) | 186.372 | 20,79    |
| Galizia             | Compromiso por Galicia (CpG)                               | 6.492   | 0,45     |
| Navarra             | Geroa Bai                                                  | 27.202  | 7,99     |
| Isole Baleari       | El Pi - Proposta per le Isole Baleari                      | 15.993  | 3,83     |
| Comunità Valenciana | Democratici Valenciani                                     | 2.015   | 0,09     |
| Spagna              | Coalizione per un'Europa Solidale                          | 14.439  |          |
| Totale              | Totale                                                     | 633.090 |          |

Rispetto alle precedenti europee del 2014, Convergenza Democratica di Catalogna ha luogo al Partito Democratico Europeo Catalano, parte integrante della coalizione Junts per Catalunya, mentre l'Unione Democratica di Catalogna si è dissolta.
La lista ha ottenuto il 2,8% dei voti e un seggio: è stata eletta Izaskun Bilbao Barandica (Partito Nazionalista Basco).

### Elezioni europee del 2024
| Comunità autonomoa  | Partito                                                    | Voti    | % (reg.) |
| ------------------- | ---------------------------------------------------------- | ------- | -------- |
| Paesi Baschi        | Partito Nazionalista Basco (PNV)                           | 194.594 | 22,40    |
| Isole Canarie       | Coalizione Canaria-Partito Nazionalista Canario (CC - PNC) | 68.152  | 10,07    |
| Navarra             | Geroa Bai                                                  | 8.241   | 3,16     |
| Isole Baleari       | El Pi - Proposta per le Isole Baleari                      | 3.058   | 0,96     |
| Comunità Valenciana | Democratici Valenciani                                     | 791     | 0,04     |
| Galizia             | Compromiso por Galicia (CpG)                               | 335     | 0,03     |
| Spagna              | Coalizione per un'Europa Solidale                          | 5.893   |          |
| Totale              | Totale                                                     | 281.064 |          |

La lista ha ottenuto l'1,6% dei voti e un seggio: è stata eletta Oihane Agirregoitia (Partito Nazionalista Basco).